# オーガスティン・ワシントン
オーガスティン・ワシントン（Augustine Washington、1694年11月12日 - 1743年4月12日）は、初代アメリカ合衆国大統領ジョージ・ワシントンの父。バージニア植民地のジェントリであった。

## 経歴
バージニア植民地ウェストモアランド郡でローレンス・ワシントンとミルドレッド・ゲイルの息子として生まれた。4歳の時に父が死亡した。オーガスティンはウェストモアランド郡Bridges Creekの1,000エーカー (4.0 km2)の土地を、姉妹のミルドレッドはいわゆるLittle Hunting Creekを、さらに両方とも奴隷を継承した。
1715年に成人し、父から640エーカー (2.6 km2) の土地を受け継いでいた孤児ジェーン・バトラーと結婚した。2人はBridges Creek propertyに定住し、1718年、Popes Creekに土地を買い、abridging his property on Bridges Creek. 1726年頃、奴隷と優秀な職人の助けを借りて同地に新しい家（後にウェイクフィールドと呼ばれる）を建てた。同年、姉妹のミルドレッドからLittle Hunting Creekを購入した。
タバコ栽培、奴隷労働の差配、監督に加えて、アングリカン・コミュニオンや地方政治で活躍していた。1716年7月に郡裁判所の治安判事の宣誓を行い、郡保安官を務めた。
最初の妻ジェーン・バトラーとは4人の子供がいた。 1730年のジェーンの死後、1731年にメアリー・ボールと結婚した。

## 遺産
1743年のオーガスティンの死後、息子ジョージがかつてのStrother propertyとその奴隷を継承した。ジョージはまだ11歳であり、成人まで母メアリーが財産を管理していた。彼女は1772年同地に住み、その後フレデリックスバーグに引っ越した。

### ジェーン・バトラーとの子供
- バトラー・ワシントン （1716年 - 1716年）
- ローレンス・ワシントン （1718年 - 1752年）
- オーガスティン・ワシントン・ジュニア （1720年 - 1762年）
- ジェーン・ワシントン （1722年 - 1735年）

### メアリー・ボール・ワシントンとの子供
- ジョージ・ワシントン （1732年 - 1799年）
- ベティ・ワシントン・ルイス （1733年 - 1797年）
- サミュエル・ワシントン （1734年 - 1781年）
- ジョン・オーガスティン・ワシントン （1736年 - 1787年）
- チャールズ・ワシントン （1738年 - 1799年）
- ミルドレッド・ワシントン （1739年 - 1740年）